# Star Trek: The Rebel Universe
Star Trek: The Rebel Universe è un videogioco sulla serie televisiva fantascientifica Star Trek, pubblicato nel 1987 per Atari ST e nel 1988 per Commodore 64 e MS-DOS, da Simon & Schuster Interactive in America e da Firebird in Europa. Il giocatore gestisce la navigazione della nave spaziale Enterprise e affronta un'avventura, anche con fasi a terra, utilizzando tutti i personaggi principali della serie.

## Trama
La trama è originale e non tratta da un preciso episodio della saga di Star Trek. Recentemente, in un'ampia zona della galassia, molte astronavi della Federazione si sono inspiegabilmente ribellate, passando dalla parte dei Klingon. La zona è stata messa in quarantena rinchiudendola in una gigantesca "sfera di Klein", una barriera impenetrabile. L'Enterprise è rimasta all'interno per indagare e ha 5 anni di tempo per risolvere il problema prima che la zona venga sigillata per sempre. In pochi giorni ha scoperto che i responsabili sono i Klingon, che esercitano un controllo telepatico sui ribelli grazie a un generatore centrale chiamato psimitter e a una sostanza chiamata "dilitio delta 6" che viene portata a tradimento vicino alle vittime. Qui ha inizio il gioco e l'Enterprise dovrà viaggiare tra i numerosi sistemi stellari compresi nella sfera, che possono appartenere alla Federazione, ai Klingon, ai Romulani o a indipendenti. Si troverà a dover combattere astronavi ribelli della Federazione, Klingon, o Romulane.
Ci sono otto modi possibili per completare la missione, tutti rivelati nel manuale del gioco: trovare e distruggere lo psimitter, catturare l'ammiraglio Klingon, scoprire e distribuire un antidoto al controllo telepatico, trovare e distruggere la sorgente del dilitio delta 6, costruire un controgeneratore, scoprire e somministrare ai Klingon un leggendario "virus della pace", scoprire delle informazioni riservate con le quali ricattare l'ammiraglio Klingon, inserirsi nel nodo delle comunicazioni Klingon e ingannarli.

## Modalità di gioco
L'interfaccia di gioco è sempre costituita da una finestra principale contornata a destra e sotto da sette finestre molto più piccole. Il giocatore usa un puntatore a forma di simbolo della Federazione per cliccare sulle finestre. Inizialmente la finestra grande mostra una vista statica del ponte di comando dell'astronave con tutti i sette personaggi e le finestrelle mostrano ognuna un ritratto di uno di essi. Quando si clicca un personaggio, sul ponte di comando o sul ritratto, il suo volto appare in grande nella finestra principale insieme a grafiche e informazioni relative alle sue specifiche funzioni, mentre la visuale del ponte si rimpicciolisce e prende il posto della relativa finestrella. A seconda del personaggio possono apparire anche altre finestrelle di controllo, che si attivano e scambiano di posto con la finestra grande allo stesso modo.
In particolare, cliccando sul capitano Kirk viene mostrato il diario del capitano (la data) e si può accedere ai teletrasporti per uscire dalla nave, al magazzino degli oggetti trasportati, e al salvataggio della partita; Spock dà informazioni sulle condizioni dell'astronave e su sistemi stellari e pianeti; Chekov dà accesso agli armamenti; Sulu permette la navigazione. Gli altri tre hanno più limitate funzioni informative: McCoy sullo stato di salute dei personaggi, Uhura sui messaggi esterni, Scotty sui livelli di energia della nave.
Nella versione Atari ST sono presenti anche voci originali digitalizzate.
Tramite la navigazione si deve anzitutto viaggiare tra i sistemi stellari, che in tutto sono più di 1000. Si usa una mappa sferica tridimensionale delle stelle, ruotabile e zoomabile, per definire la destinazione, che viene automaticamente raggiunta con un viaggio a tempo accelerato. All'arrivo in un sistema, un'altra finestra mostra i suoi pianeti, selezionabili come ulteriori destinazioni. Esistono 21 tipi di pianeti, distinti in base all'utilizzo che ne viene fatto, che determina l'effetto che hanno; ad esempio dai pianeti archivio si possono ottenere informazioni importanti e dai pianeti miniera, se controllati dalla Federazione, rifornimenti.
Solo su un tipo di pianeti è possibile scendere, teletrasportando fino a 6 personaggi a scelta ed eventuali attrezzature. A terra l'ambiente è limitato e il gruppo ha solo alcuni incontri in sequenza con oggetti di interesse o ostacoli da superare. La grafica è semplice e statica, costituita solo dai volti dei propri personaggi e dall'oggetto o creatura rilevante, disegnato in wireframe. Ogni personaggio del gruppo, in linea con le sue specialità, può suggerire un'azione da compiere con l'oggetto attualmente in esame, e il giocatore ne può scegliere una. Ad esempio, di fronte a una barriera energetica che blocca il passaggio, Kirk può suggerire di cercare un interruttore nascosto, Scott di manomettere il meccanismo, Sulu di spararle, ecc. Da queste spedizioni si possono ricavare vari oggetti con utilità specifiche per l'avventura o potenziamenti generici per l'Enterprise. I personaggi possono anche ferirsi e necessitare di tempo per la guarigione, nel frattempo non saranno più disponibili per le spedizioni. Mancano dialoghi e interazioni pacifiche con altri personaggi esterni, che sarebbero invece tipiche di Star Trek.
I combattimenti possono avvenire tra astronavi e sono in tempo reale, ma poco somiglianti a uno sparatutto d'azione. Tramite Chekov, per sparare si selezionano fino a 4 phaser ricaricabili oppure siluri fotonici in scorta limitata. Un'altra finestra, con una rappresentazione in mappa 3D delle posizioni relative delle astronavi, permette di scegliere un bersaglio e di controllare in parte i movimenti dell'Enterprise con alcune icone. Una terza finestra permette il puntamento preciso sul nemico, che è visto ingrandito in wireframe; il giocatore mira con un cerchio, ma l'accuratezza dei colpi ha comunque una componente casuale e dipende dalla posizione relativa del bersaglio.

## Sviluppo
Star Trek: The Rebel Universe venne sviluppato dalla produttrice britannica Beyond Software, che all'epoca era già stata acquisita dalla Telecomsoft; l'editrice statunitense Simon & Schuster Interactive deteneva i diritti per produrre videogiochi sulla saga di Star Trek e concesse una sottolicenza alla Beyond per realizzare il nuovo gioco, che venne pubblicato dalla S&SI in America e dalla Firebird, etichetta della Telecomsoft, in Europa.
Lo sviluppo della versione originale per Atari ST fu affidato a una squadra di prestigio che impiegò più di 18 mesi e utilizzò 510 kB di memoria per il gioco, praticamente tutta quella disponibile sul modello base 520ST. 
Il design del gioco è di Mike Singleton, allora noto per The Lords of Midnight e Doomdark's Revenge, e gli sviluppatori per Atari ST sono Steve Cain e Graham Kenny Everett, in precedenza fondatori della Denton Designs e allora noti per Shadowfire.